# Song ly Bắc Bộ
Song ly Bắc Bộ hay dây hạt bí, song ly trắng vàng (danh pháp: Dischidia tonkinensis) là một loài thực vật có hoa trong họ La bố ma. Loài này được Costantin miêu tả khoa học đầu tiên năm 1912.